# Замок Кноклайн
Замок Кноклайн (англ. Knocklyne Castle, Knocklyon Castle, ірл. Caisleán Cloch Linn; замок Кноклайон, Ноклайн, Клох Лінн) — один із замків Ірландії, розташований в графстві Дублін, на південній околиці міста Дубліна. 

## Особливості конструкції
Замок являє собою приватний заміський особняк, побудований у 1840 році. Це триповерхова будівля з баштою. Башта була побудована у 1435 році, у 1840 році відреставрована і перебудована. Має дві діагонально вставлені кутові вежі. Крім перебудови 1840 року, замок мав ще значну перебудову в 1620 році. Стіни в основному складаються з цегляної кладки. Прорізи вікон квадратні, стулки вікон спарені, двері дерев'яні 1840 року виготовлення. Дах шатровий з великим димарем. Є два відсіки двоповерхового крила з південного боку, добудовані 1780 року. Поруч є суміжні будівлі сільськогосподарського призначення. 

## Історія замку Кноклайн

### XV - XVII століття
Замок має довгу історію, пережив чимало подій і є пам'яткою історії та архітектури Ірландії. 
Замок був побудований на землі Таллахт (ірл. Tallaght), якою володів після англо-норманського завоювання Ірландії Волтер де Ріделефорд. У ХІХ столітті історики Ф. Балл, В. Ханкок, Вестон Сент-Джон досліджували історію замку Кноклайн. Волтер де Ріделефорд отримав грамоту на володіння цією землею від Річарда де Клера — графа Пемброка, що був відомий як Стронгбоу. Ці землі спочатку називалися Клохлун (ірл. Clohlun), потім Кноклін, потім Кнокфлін. 
Назва Кноклайн означає «пагорб біля гавані» від linn – гавань.
Краєзнавці вважають, що ім'я Волтера де Ріделефорда збереглося в назві Делафорд-хаус — будинку, що стояв на Фёрхаус-роуд і був знесений в 1977 році. Проте, цей будинок був побудований в XVIII столітті, як готель для кучерів і спочатку називався Кландарріг. Алдерман Бермінгем, що купив цей будинок наприкінці XVIII століття, змінив назву на Спрінгфілд. У 1820 році Брук Тейлор Отлі - комісар громадських робіт, змінив назву на Делафорд, на честь знаменитого будинку Англії. Земля навколо будинку Делафорд була продана на забудову і після декількох пожеж будинок був зруйнований у 1977 році.
Землі Ноклайн лежать між берегами річок і Дублінською горою. Ці землі в середні віки після англо-норманського завоювання зазнавали нападів ірландських кланів, що намагалися вибити англійських поселенців з цих земель і повернути собі ці землі. Найчастіше напади здійснювали ірландські клани О’Тул та О’Бірн з гір Віклов. 
Перший замок був побудований тут, ймовірно, недалеко від валу Ноклайн у 1429 році, і це був один із замків, побудованих спеціально для захисту англійської колонії Пейл, що скоротилась в XV столітті до околиць міста Дубліна.
У науково-дослідній роботі щодо замку Ноклайн, Редмонд Шоулдіс, чиї батьки живуть у цьому замку, описав три етапи в історії замку. Перша фаза починається у 1429–1440 роках, і триває до кінця XVI століття.
Редмонд Шоулдіс стверджує, що замок був побудований завдяки тому, що королі Англії в XV столітті надавали 10 фунтів стерлінгів кожному, хто будував замок в Пейлі, для захисту цієї англійської колонії від ірландських кланів. 
Тодішнє законодавство вимагало, щоб нові замки були бути побудовані протягом 10 років, і вони повинні були бути три поверхи заввишки, з мінімальними внутрішніми розмірами 15 футів на 12 футів, з закругленими оборонними зовнішніми кутами і звивистими сходами в башті, що з'єднують три поверхи.
Оригінальний замок Ноклайн був побудований згідно цих вимог і виглядав, як і багато інших замків, побудованих по всьому Пейлу в XV–XVII століттях.
Після Реформації Патрік Барнволл орендував замок Ноклайн в 1547 році, разом з родинами Темплоуг, Старі Бауни та іншими сусідами. Пізніше замок Ноклайн отримав у володіння Джон Бурнелл Балгріффін. Але він був позбавлений майна у 1575 році і замок Ноклайн був переданий 24 жовтня 1577 року Джону Драмкондра — батькові відомого єзуїта Вільяма Бата (1564-1614), що отримав освіту лінгвіста і музикознавця в Оксфорді.
Джон Бат побудував замок Драмкондра на місці сучасного Драмкондра-хаус — коледжу всіх святих. Його інші садиби включали землі Гласнейн, Клонтарк, Баллібох, Балгріффін і Чапелізод. Він також дарував замок Дрімнах своїй дружині, залишив заповіт на будівництво лікарні для людей похилого віку в Балгріффіні.
Джон Бат став Генеральним прокурором Ірландії в 1574 році, а в травні 1579 року він став канцлером казначейства. Цю посаду він займав до самої своєї смерті у 1586 році. Проте, за два роки до смерті він здав замку Ноклайн в оренду в 1584 році.
Родина Нуджент з Вестміту та родина Талбот з замку Белгарт теж мали свій інтерес щодо замку Ноклайн в середині XVI століття. Але в 1585 році замок отримав капітан Ентоні Дірінг. На той час замок Ноклайн замок впав у руїни. Дірінг там ніколи не жив, і у 1619 році замок перейшов до Адама Лофтус з замку Ратфарнем — онуку архієпископа Адама Лофтуса з Дубліна, що отримав замок Ратфарнем у 1590 році.
Рік по тому Лофтус орендував замок Пірсу Арчболду з Кілмакода.
Арчболди жили протягом багатьох поколінь в Кілмакоді. У 1584 році Річард Арчболд жив в Кілмакоді. Його дочка вийшла заміж за Джеймса Волверстона з Стіллоргана, в той час як його син Пірс Арчбольд був помилуваний королем в 1584 році і поселився в замку Ноклайн.
Арчболд почав відновлювати замок Ноклайн в стилі укріплених баронських замків на шотландському прикордонні, в тому числі добудував другу вежу по діагоналі навпроти оригінальної вежі. Добудував арочний вхід, що вів від головної площі на першому поверсі, до житлових приміщень на поверхах вище. Арчболд помер в 1644 році і був похований в на цвинтарі Тені в Дандрамі. 

### XVIII - XIX століття
Замок повернувся до родини Лофтус з замку Ратфарнем. У 1723 році Філіп Вортон — герцог Вартон успадкував маєтки Лофтус в Ратфарнема, включаючи замки Ноклайн, Баллікрах, і Старий Корт і продав їх за £ 62000 Вільяму Коноллі — спікеру ірландської Палати громад.
Проте, Коннолі ніколи не жив в замку Ноклайн, він побудував замок Кастлтаун-хаус в Келбріджі, графство Кілдер і став жити там. Замок Ратфарнем разом з замком Кноклайон знову отримала родина Лофтус. На честь цієї події родина Лофтус збудувала тріумфальну арку Елі на березі річки Доддер. 
У 1780 році замок Ноклайн був зданий в оренду родині Ледвіч — квакерам. Згідно з дослідженням Редмонда Шоулдіса ця оренда булла кінцем другого етапу історії замку.
Квакери землі Ноклайн, провели велику модернізацію замку в готичному стилі. Замок отримав нові центральні сходи, перегородки, новий дах, новий хол, двері і вікна. Було створено шість нових кімнат,  башточки, конічний дах. Ледвічі також додали двоповерхове розширення з кухнею, горищем і складськими приміщеннями, а також цілий ряд господарських будівель, в тому числі хлів і майстерню. 
Родина Магрейн або МакГрейн купила замок Ноклайн замок в 1826 році. Вони ще раз перебудували замок, перетворивши його в комфортний заміський особняк у 1840 році. 

### ХХ - ХХІ століття
МакГрейни продовжували жити в замку Ноклайн протягом майже 150 років. Родина Шоулдіс купила замок у 1974 році. Шоулдіси зберегли замок і житлові комплекси. 
У 1964 році землі були продані для розвитку житлового будівництва і нових житлових комплексів. Замок і сад були куплені в 1965 році Дермотом і Хелен О’Клері і сьогодні замок Ноклайн є домом їх дочки і зятя — Енн і Кріс Шоулдіс. У 2000 році замок був внесений до списку пам'яток історії і культури Ірландії, що перебувають під захистом держави і закону. 